# 夢のために
「夢のために」（ゆめ-）は、PUFFYの10枚目のシングル。1999年6月9日発売。発売元はエピックレコードジャパン。

## 解説
- サントリー「ビックル」CMソング
- 3作連続の笹路正徳プロデュース。
- リリースに先駆けて、全国のZeppを回るクラブサーキットを行う。(Zepp Fukuokaはこけら落しであった。)

## トラック
1. 夢のために
作詞・作曲：奥田民生、編曲：笹路正徳
2. 夢のために（オリジナル・カラオケ）

## 収録アルバム
- FEVER*FEVER (#1)
- The Very Best of Puffy / amiyumi jet fever (#1)
- PUFFY karaoke PLAYLIST (#2)　配信アルバム